# Mathigarahalli, Molakalmuru
Mathigarahalli là một làng thuộc tehsil Molakalmuru, huyện Chitradurga, bang Karnataka, Ấn Độ.